# Harry Benjamin
Harry Benjamin (12. ledna 1885 – 24. srpna 1986) byl německo-americký endokrinolog a sexuolog, známý svou klinickou prací s transrodovými lidmi.

## Mládí a kariéra
Benjamin se narodil v Berlíně a vyrůstal v německé luteránské rodině. Po předlékařském vzdělání v Berlíně a Rostocku vstoupil do pluku pruské gardy. Doktorát z medicíny získal v roce 1912 v Tübingenu za disertační práci o tuberkulóze. Sexuologie ho zajímala, ale nebyla součástí jeho lékařských studií. V jednom rozhovoru z roku 1985 vzpomínal:
| „ | Vzpomínám si, že jsem jako mladý člověk navštívil přednášku Augusta Forela, jehož kniha Sexuální otázka byla v té době senzací a která na mě velmi zapůsobila. S Magnusem Hirschfeldem jsem se také velmi brzy seznámil prostřednictvím své přítelkyně, která znala policejního úředníka Koppa, jenž měl na starosti vyšetřování sexuálních deliktů. Ten byl zase Hirschfeldovým přítelem, a tak jsem se seznámil s oběma muži. To bylo někdy v roce 1907. Opakovaně mě brali s sebou na obchůzky po berlínských homosexuálních barech. Zvláště si vzpomínám na „eldorádo“ s jeho drag show, kde se také mnozí zákazníci objevovali v oblečení druhého pohlaví. Slovo „transvestita“ tehdy ještě nebylo vynalezeno. Hirschfeld ho vymyslel až v roce 1910 ve své známé studii. | “ |

Benjamin navštívil v roce 1913 Spojené státy, aby spolupracoval s šarlatánským lékařem, který tvrdil, že našel lék na tuberkulózu. Parník, kterým se Benjamin vracel do Německa, zastihlo uprostřed Atlantiku jak vypuknutí první světové války v roce 1914, tak královské námořnictvo. Když měl na výběr mezi britským internačním táborem jako „nepřátelský cizinec“ a návratem do New Yorku, použil své poslední dolary na cestu zpět do Ameriky, kde se usadil do konce života. Udržoval a budoval však mnoho mezinárodních profesních kontaktů a často navštěvoval Evropu, když mu to války dovolily.
Po několika neúspěšných pokusech o zahájení lékařské kariéry v New Yorku si Benjamin v roce 1915 pronajal ordinaci, ve které také přespával, a založil si vlastní ordinaci všeobecného lékaře. Později ordinoval každoročně v létě v San Francisku (na Sutter Street 450, přičemž mnoho jeho pacientů pocházelo z nedaleké čtvrti Tenderloin, San Francisco) a jinak na 44 East 67th Street v New Yorku.

## Práce s transrodovými lidmi
Před příchodem do Spojených států Benjamin studoval na Institut für Sexualwissenschaft; přibližně od této doby se začal setkávat s pacienty, které později označil za transsexuály, a léčit je. Ve 30. letech studoval v Rakousku u Eugena Steinacha. V roce 1948 v San Francisku požádal Benjamina jeho kolega sexuolog Alfred Kinsey, aby navštívil mladého pacienta, který byl anatomicky muž, ale trval na tom, že je žena. Kinsey se s tímto dítětem setkal v rámci svých rozhovorů pro knihu Sexual Behavior in the Human Male, která vyšla téhož roku. Tento případ rychle vyvolal Benjaminův zájem o to, co začal nazývat transsexualismem, protože si uvědomil, že jde o jiný stav než transvestismus, pod který byli do té doby zařazováni dospělí.
Přestože se psychiatři, s nimiž se Benjamin na případu podílel, neshodli na způsobu léčby, Benjamin se nakonec rozhodl léčit dítě estrogenem (Premarin, zavedeným v roce 1941), který měl „uklidňující účinek“, a pomohl zařídit, aby matka s dítětem odjela do Německa, kde mohla být provedena operace, která by dítěti pomohla, ale odtud k Benjaminově lítosti přestali udržovat kontakt. Benjamin však pokračoval ve zdokonalování svých znalostí a pokračoval v léčbě několika stovek pacientů s podobnými potřebami podobným způsobem, často bez přijetí jakékoli platby.
Mnoho jeho pacientů mu doporučili David Cauldwell, Robert Stoller a lékaři v Dánsku. Tito lékaři dostávali stovky žádostí od jednotlivců, kteří se dočetli o jejich práci spojené se změnou pohlaví, jak byla tehdy většinou popisována.
Avšak vzhledem k osobním politickým názorům amerických lékařů a dánskému zákonu zakazujícímu operaci změny pohlaví u osob bez občanství tito lékaři odkazovali pisatele dopisů na jediného lékaře té doby, který transsexuálním jedincům pomáhal, Harryho Benjamina. Benjamin prováděl léčbu za pomoci pečlivě vybraných kolegů z různých oborů (například psychiatrů C. L. Ihlenfelda a Johna Aldena, elektroložky Marthy Fossové a chirurgů Josého Jesuse Barbosy, Roberta C. Granata a Georgese Buroua).
Benjaminovi pacienti ho považovali za člověka nesmírně starostlivého, úctyhodného a laskavého a mnozí s ním udržovali kontakt až do jeho smrti. Byl plodným a vytrvalým korespondentem, a to jak v angličtině, tak v němčině, a mnoho dopisů je archivováno v Sexuologickém archivu Magnuse Hirschfelda na Humboldtově univerzitě v Berlíně.
Právní, společenské a lékařské pozadí této skutečnosti bylo ve Spojených státech, stejně jako v mnoha jiných zemích, často v příkrém rozporu, neboť nošení předmětů oděvu spojených s opačným pohlavím na veřejnosti bylo často nezákonné, kastrace muže byla často nezákonná, cokoli, co bylo považováno za homosexualitu, bylo často pronásledováno nebo nezákonné a mnozí lékaři považovali všechny takové osoby (včetně dětí) v nejlepším případě za osoby, kterým bylo odepřeno jakékoli potvrzení jejich pohlavní identity, nebo za osoby, které byly nedobrovolně podrobeny léčbě, jako je zadržení pod vlivem drog, elektrokonvulzivní terapie nebo lobotomie.[zdroj?]
Ačkoli již předtím publikoval články a hojně přednášel odbornému publiku, Benjaminova kniha z roku 1966 The Transsexual Phenomenon (Fenomén transsexuality) byla nesmírně důležitá jako první rozsáhlé dílo popisující a vysvětlující cestu afirmativní léčby, kterou jako průkopník rozpracoval. Publicita kolem jeho pacientky Christine Jorgensenové vystavila v roce 1952 tuto problematiku do obecnému zájmu a vedla k tomu, že se o pomoc s rodovou disforií přihlásilo mnoho lidí na mezinárodní úrovni. V předmluvě k autobiografii Christine Jorgensenové přiznává Dr. Benjamin Jorgensenové také zásluhy o rozvoj svých studií. Napsal: „Vskutku, Christine, bez tebe by se pravděpodobně nic z toho nestalo; grant, mé publikace, přednášky atd.“
Podobné případy v jiných zemích (například případ Roberty Cowellové, kterou v Anglii operoval Harold Gillies v roce 1951, ale zveřejněna byla až v roce 1954; Coccinelle, které se dostalo velké publicity ve Francii v roce 1958, a April Ashleyové, o jejímž odhalení v roce 1961 informoval britský bulvární tisk po celém světě) to jen podpořily. Většina Benjaminových pacientů však žila (a mnozí stále žijí) klidným životem.
Reed Erickson (1917–1992), úspěšný průmyslník, vyhledal Benjaminovu léčbu v roce 1963. Erickson byl zakladatelem a sponzorem Ericksonovy vzdělávací nadace (Ericson education foundation, EEF), která vydávala vzdělávací brožury, financovala lékařské konference, poradenské služby a zakládání rodových klinik. EEF financovala Nadaci Harryho Benjamina.

## Další práce a zájmy
Kromě endokrinologie a sexuologie se zabýval také prodlužováním života a dnes bychom ho označili také za gerontologa. Sám Benjamin se dožil 101 let.
Benjamin byl 60 let ženatý s Gretchen, které věnoval své hlavní dílo z roku 1966. They were married December 23rd, 1925. Vzali se 23. prosince 1925.
V roce 1979 vznikla Mezinárodní asociace Harryho Benjamina pro rodovou dysforii, která se svolením použila Benjaminovo jméno. Skupinu tvoří terapeuti a psychologové, kteří vypracovali soubor Standardů péče (SOC) pro léčbu rodové dysforie, z velké části založený na Benjaminových případech a studiích. Později se přejmenovala na Světovou odbornou asociaci pro zdraví transrodových lidí (WPATH).